# Mile Prerad

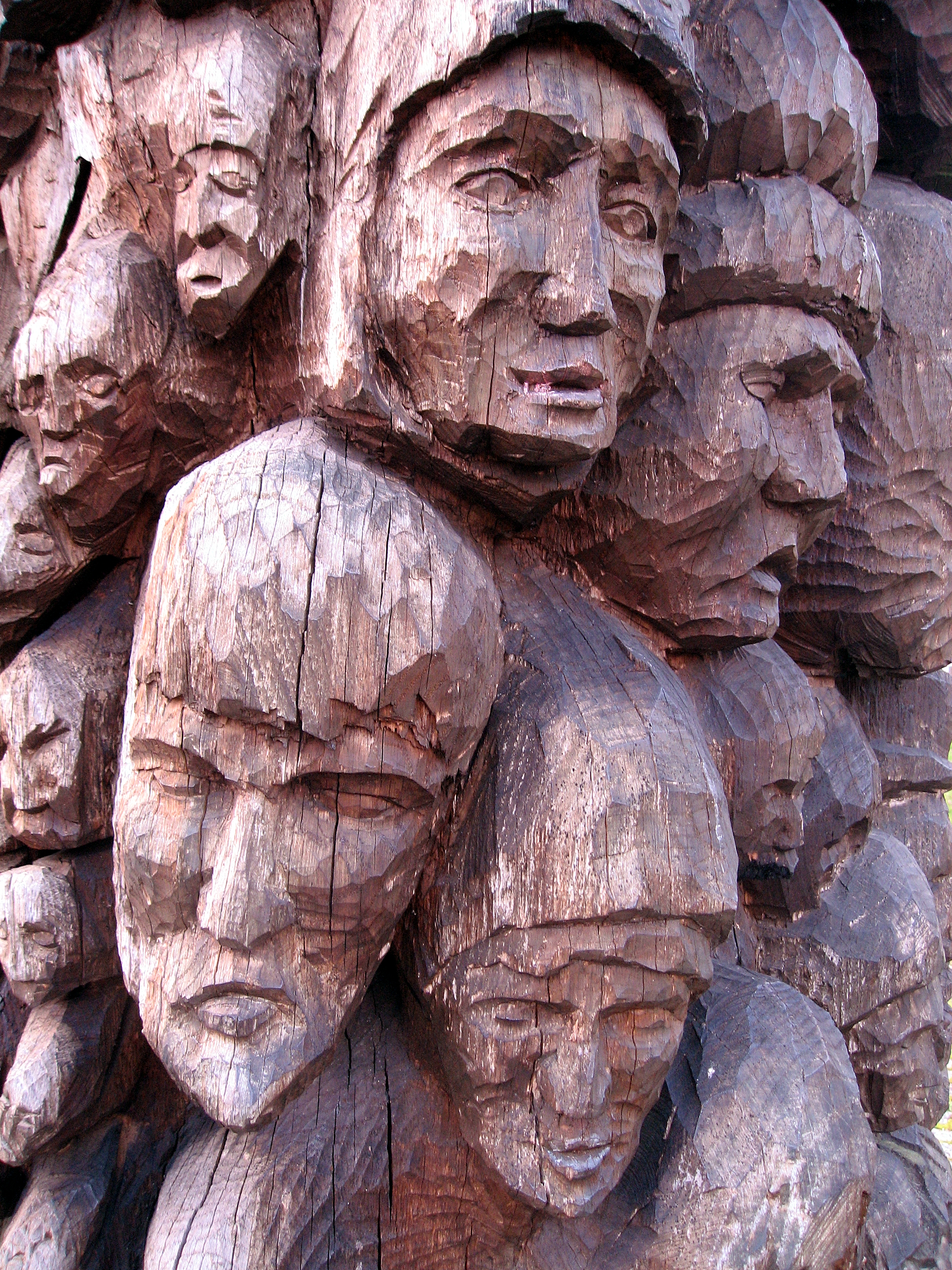
Fundament des Lebens, Detail, 1987, Dortmund

Mile Prerad (serbisch-kyrillisch Миле Прерад, * 1946 in Niševići (Prijedor, Bosnien und Herzegowina)) ist ein serbisch-bosnisch-deutscher Bildhauer.

## Leben
Kindheit und Jugend verbrachte Prerad in seinem Geburtsort und besuchte die Grundschule „Vuk Karadžić“ in Omarska, bevor er nach Zagreb zog und ab 1963 die Abteilung für Bildhauerei der Kunsthochschule besuchte. 1966 emigrierte er nach Deutschland, wo sein Vater bereits als Bergarbeiter im Ruhrgebiet lebte, ließ sich in Menden nieder und absolvierte eine Lehre zum Maschinenschlosser und zum Dachdecker. 1968 heiratete er, 1980 folgte die Meisterprüfung.
Neben seinem Beruf besuchte er 1977 die Sommer-Kunstakademie in Trier und war künstlerisch tätig. Zunächst entstanden seine Werke aus Holz, später auch aus Granit. 1986 wurde er mit dem Kunstpreis der Stadt Menden ausgezeichnet. In den Folgejahren nahm er an Ausstellungen teil und schuf großformatige Skulpturen, die im öffentlichen Raum aufgestellt wurden, unter anderem in Dortmund und Menden.
1996 übergab er seine Bedachungsfirma an seinen Sohn und zog mit seiner Frau Marie-Anne nach Lobkevitz/Breege auf Rügen, wo er sich ein neues Atelier einrichtete. Prerad wurde im Jahr 2000 mit dem Intra-Projektpreis für Komplementarität der Religionen der Interreligiösen Arbeitsstelle (INTR°A) ausgezeichnet. Der mit 5000 Euro dotierte Preis wird von der Kölner Stiftung Apfelbaum zur Verfügung gestellt.

## Werk
Prerads Kunstprojekte behandeln Themen wie Integration, Glaube und Frieden. Er arbeitet hauptsächlich in Holz und Stein. Typisch für sein Werk sind meist mehrere Meter hohe Holzstelen und großformatige Granitskulpturen aus Rügener Findlingen. „Mile Prerad kommt von der Volkskunst Jugoslawiens her und hat sie hinter sich gelassen wie eine Spur, die doch wieder auf ihren Verursacher zurückführt. Seine Kunst ist bäurisch derb und subtil zugleich – erfasst noch die leisesten Gemütsverschattungen.“ In Breege und Glowe auf Rügen gestaltet er für die Promenade und den Kurpark heimische Tiere wie Seeadler, Seehunde, Oktopus, Schweinswale und Muscheln und maritime Motive aus Rügener Findlingen.

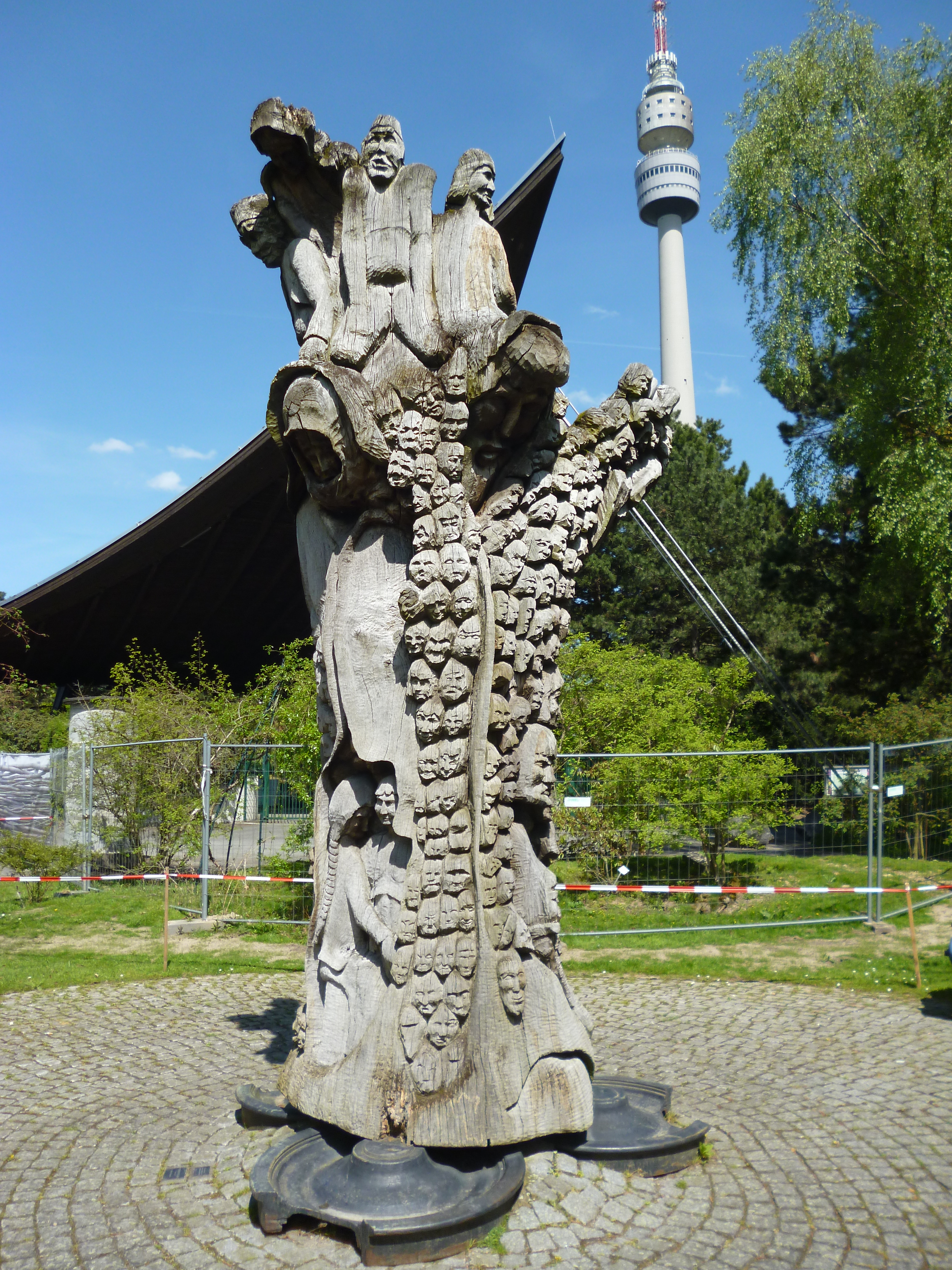
Fundament des Lebens, 1987, Dortmund
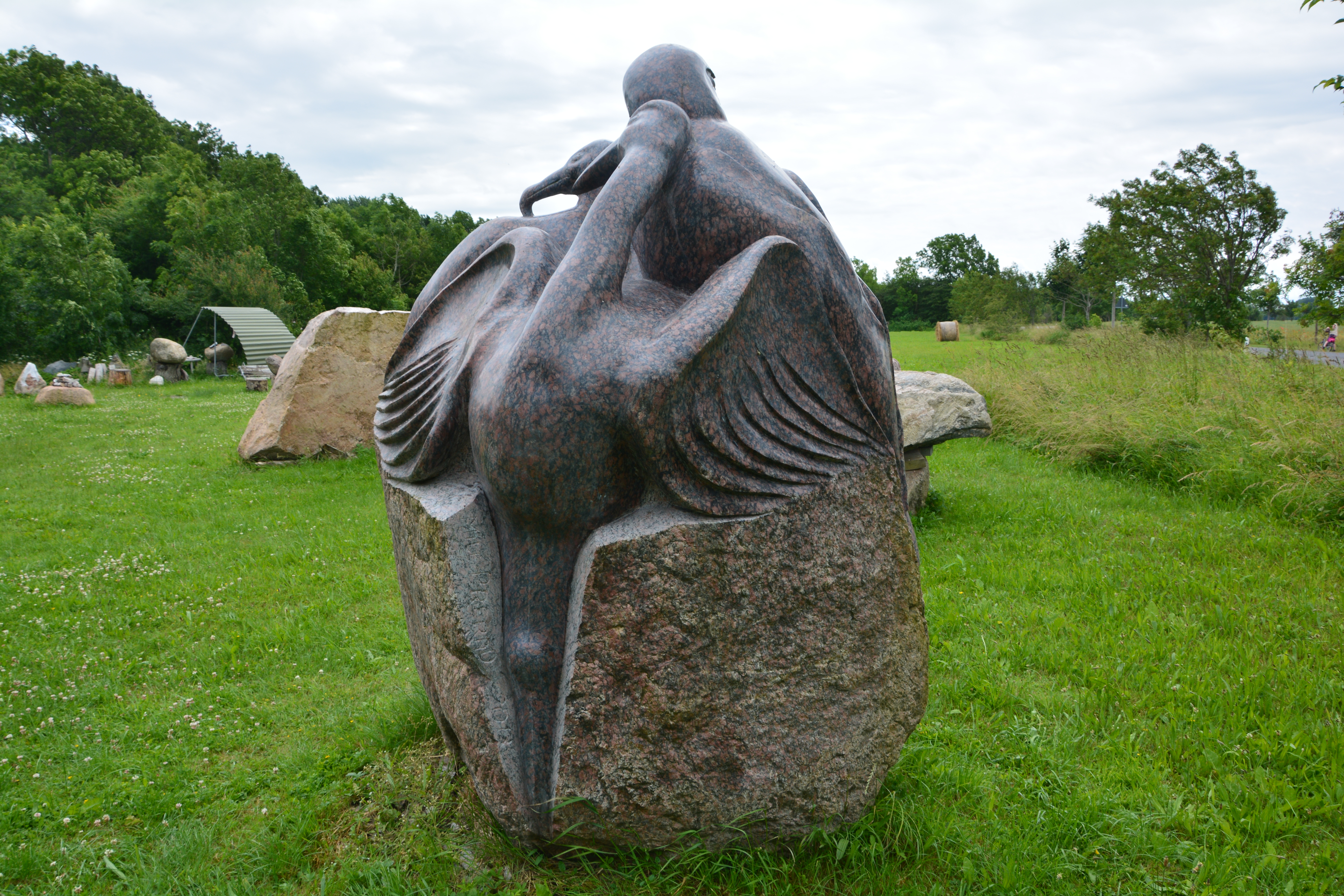
Kranichstein, Breege
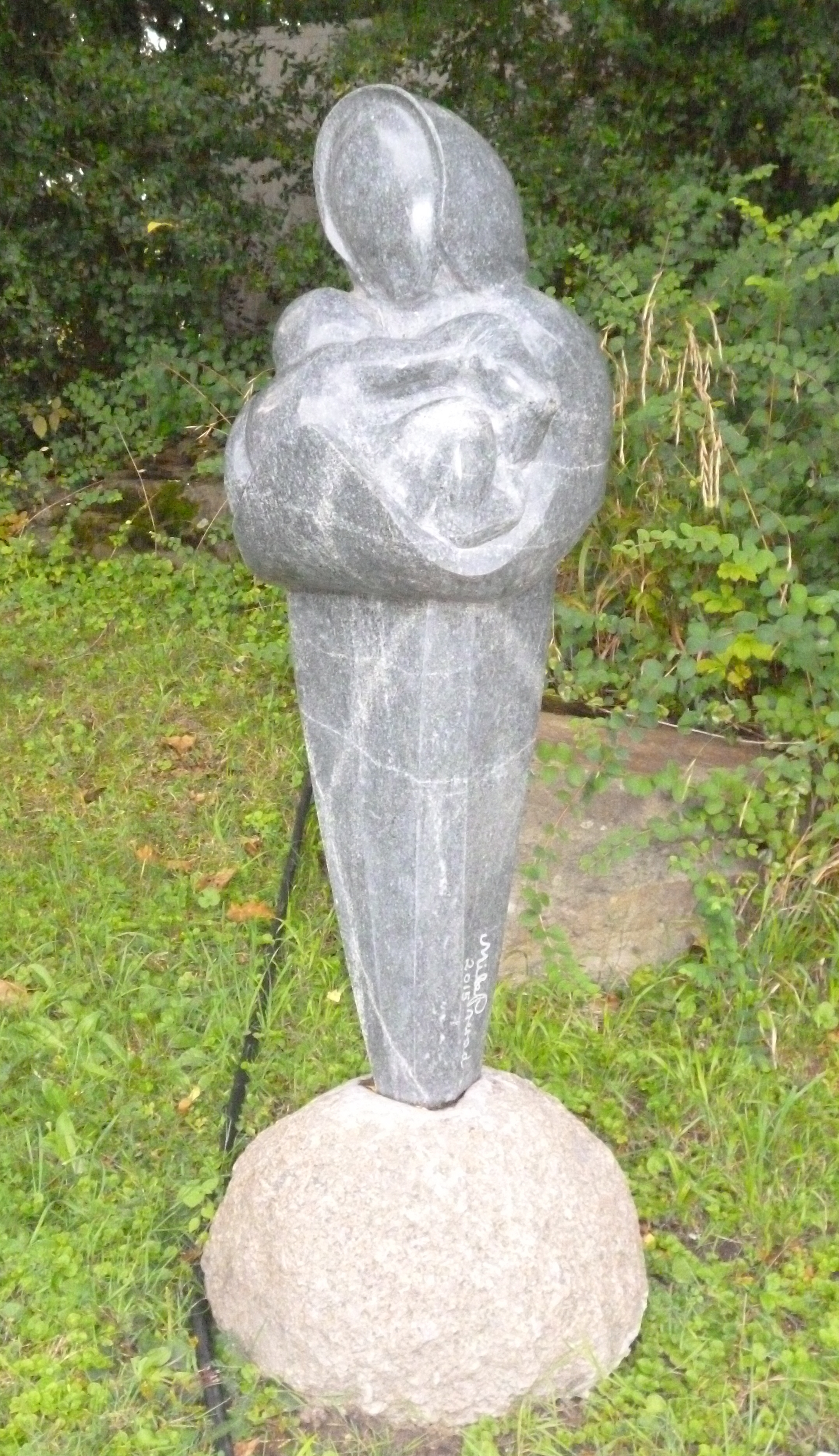
Mutterliebe, Dortmund
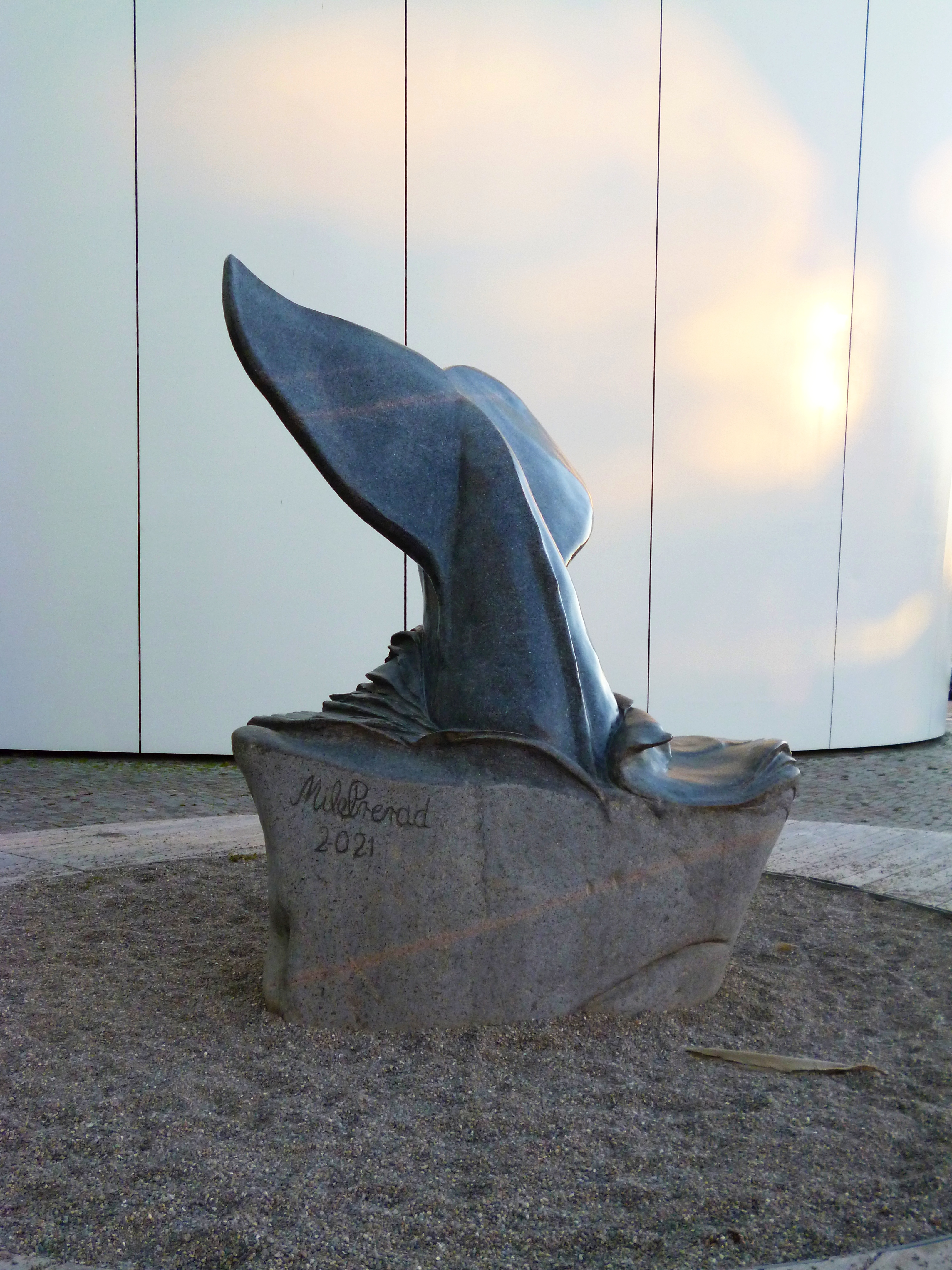
Walfluke, Stralsund
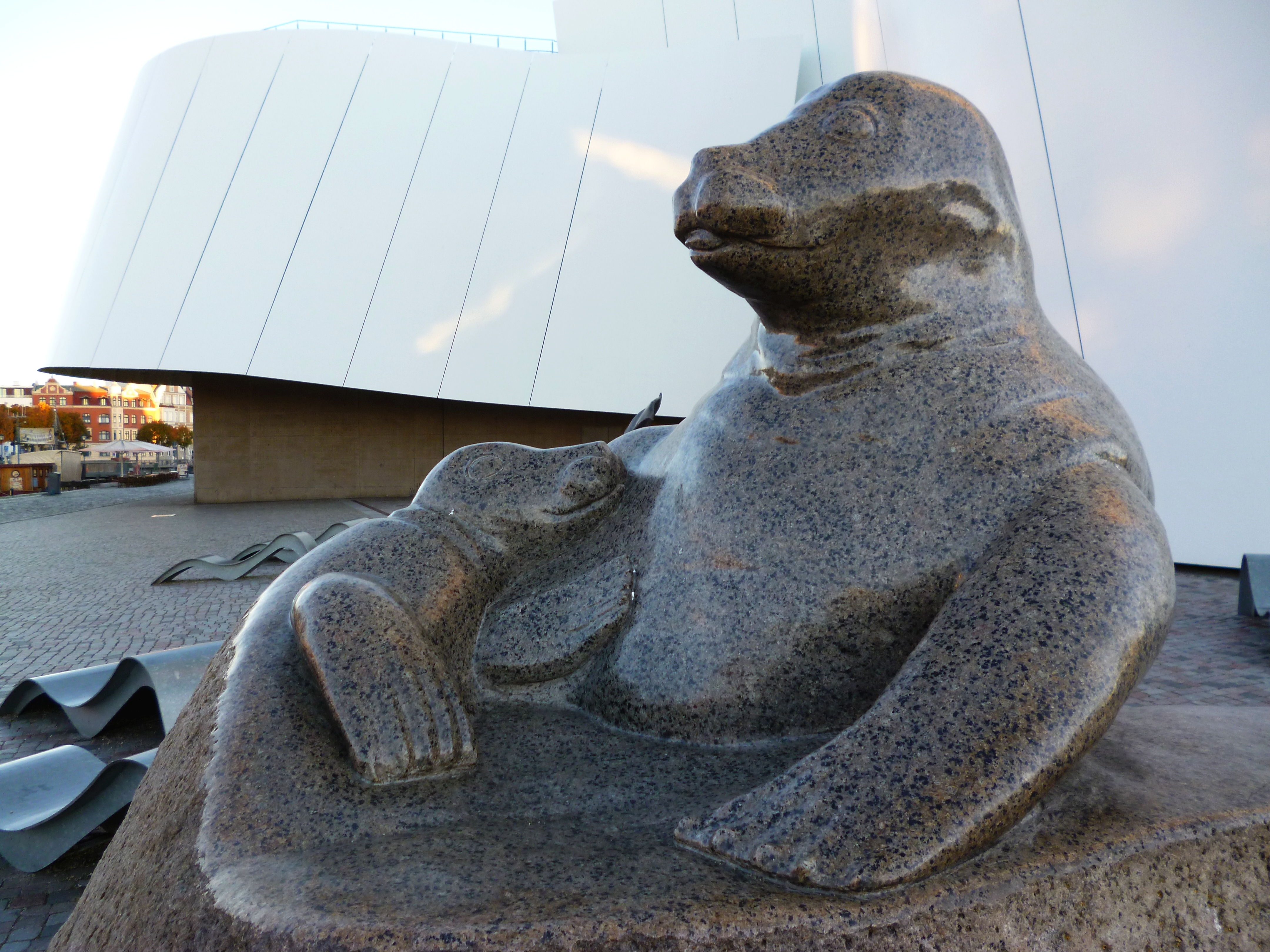
Seehundmutter mit Jungem, Stralsund
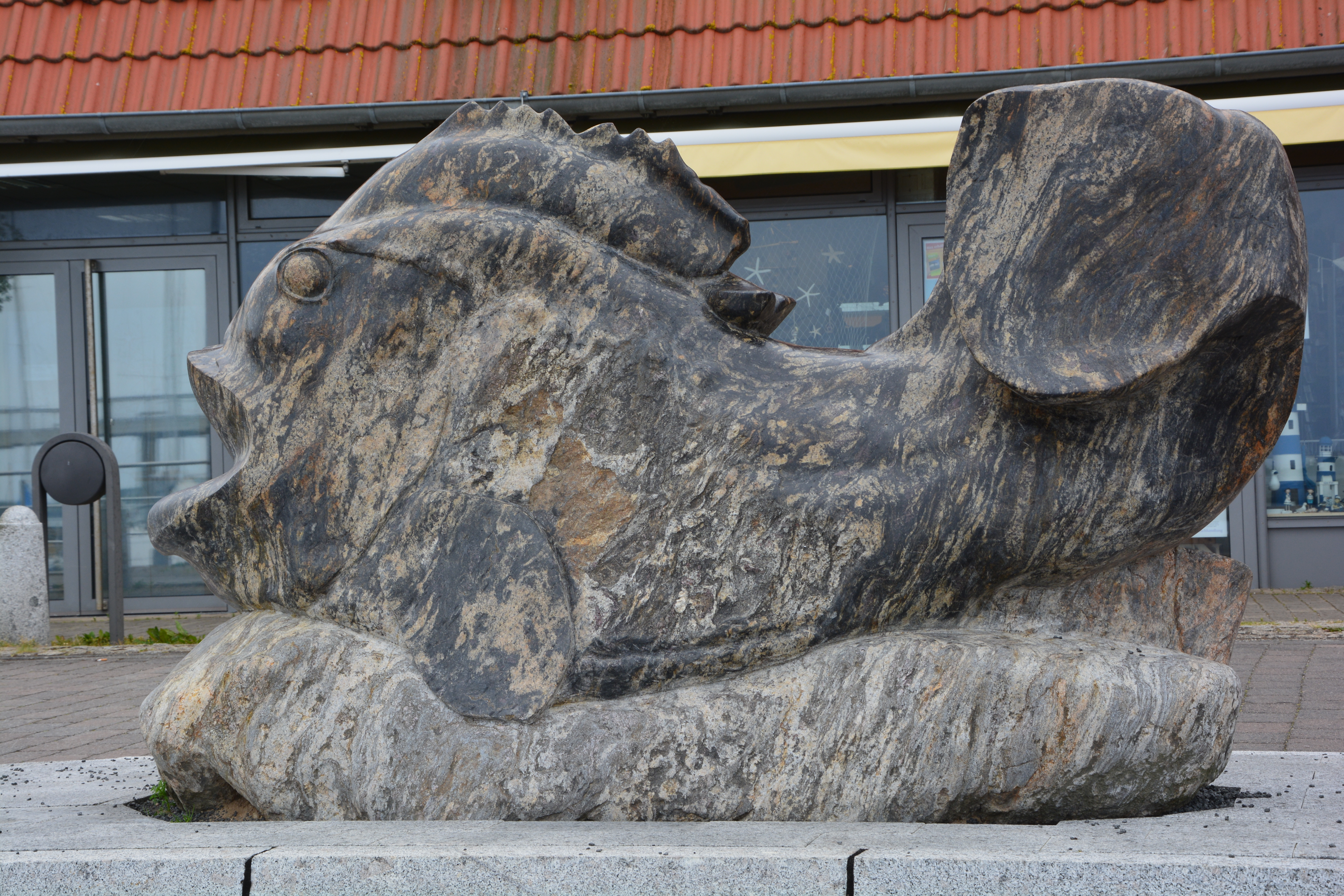
Fischstein, Wiek
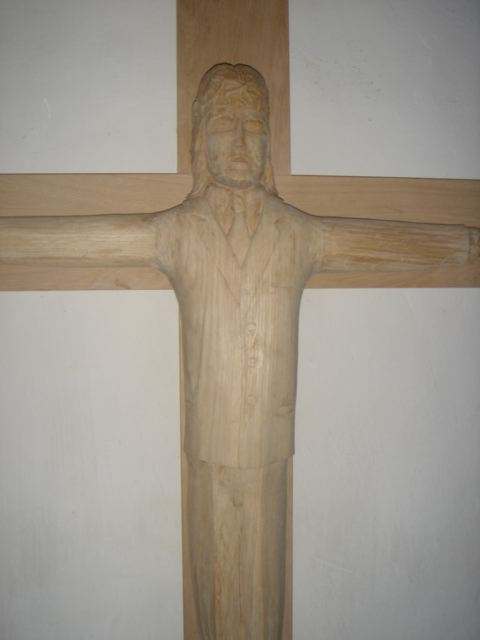
Kruzifix, Pfarrkirche St. Blasius, Balve
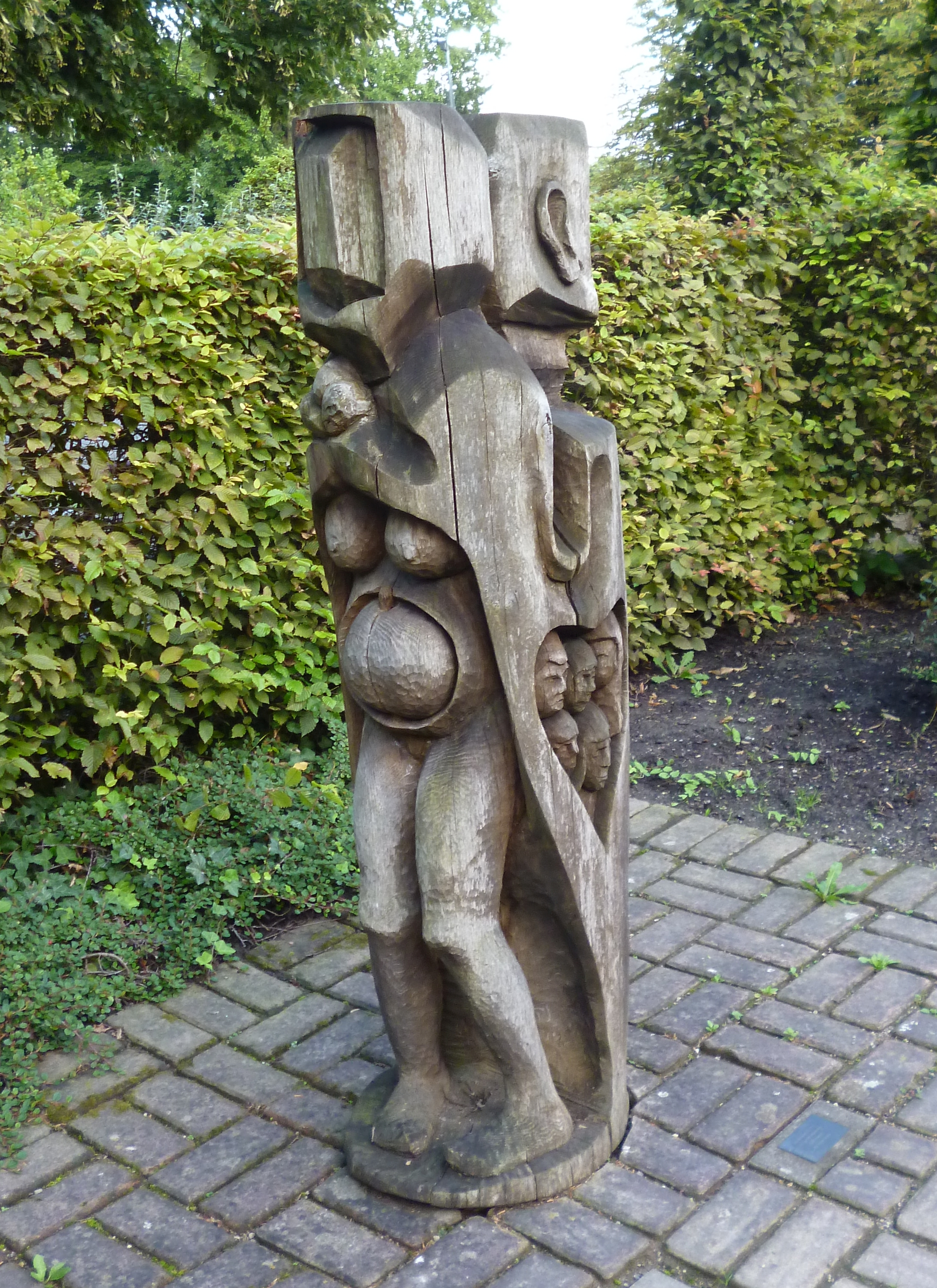
Adam und Eva, Dortmund
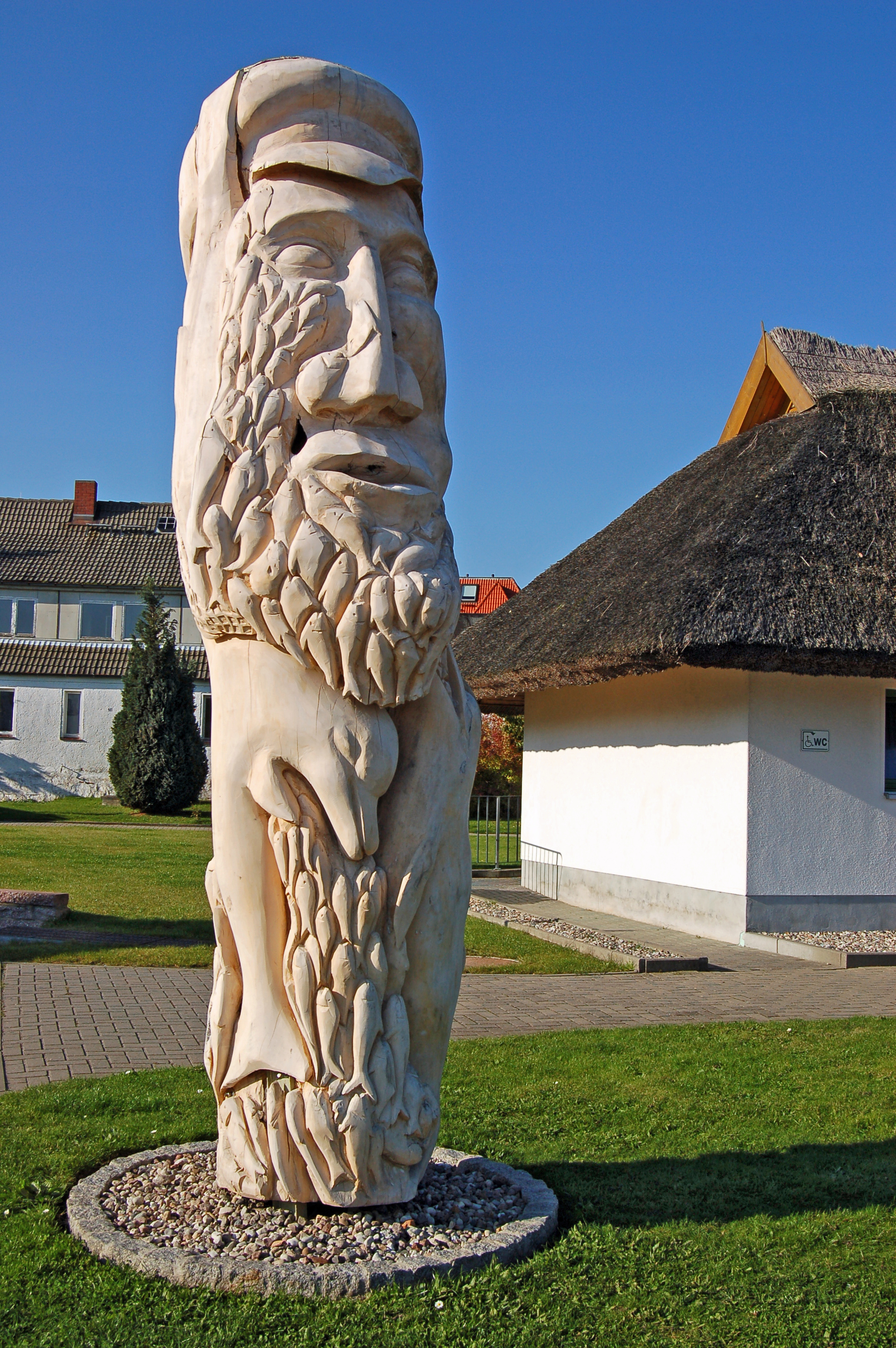
Fischer, 2008, Hafen von Breege, Rügen
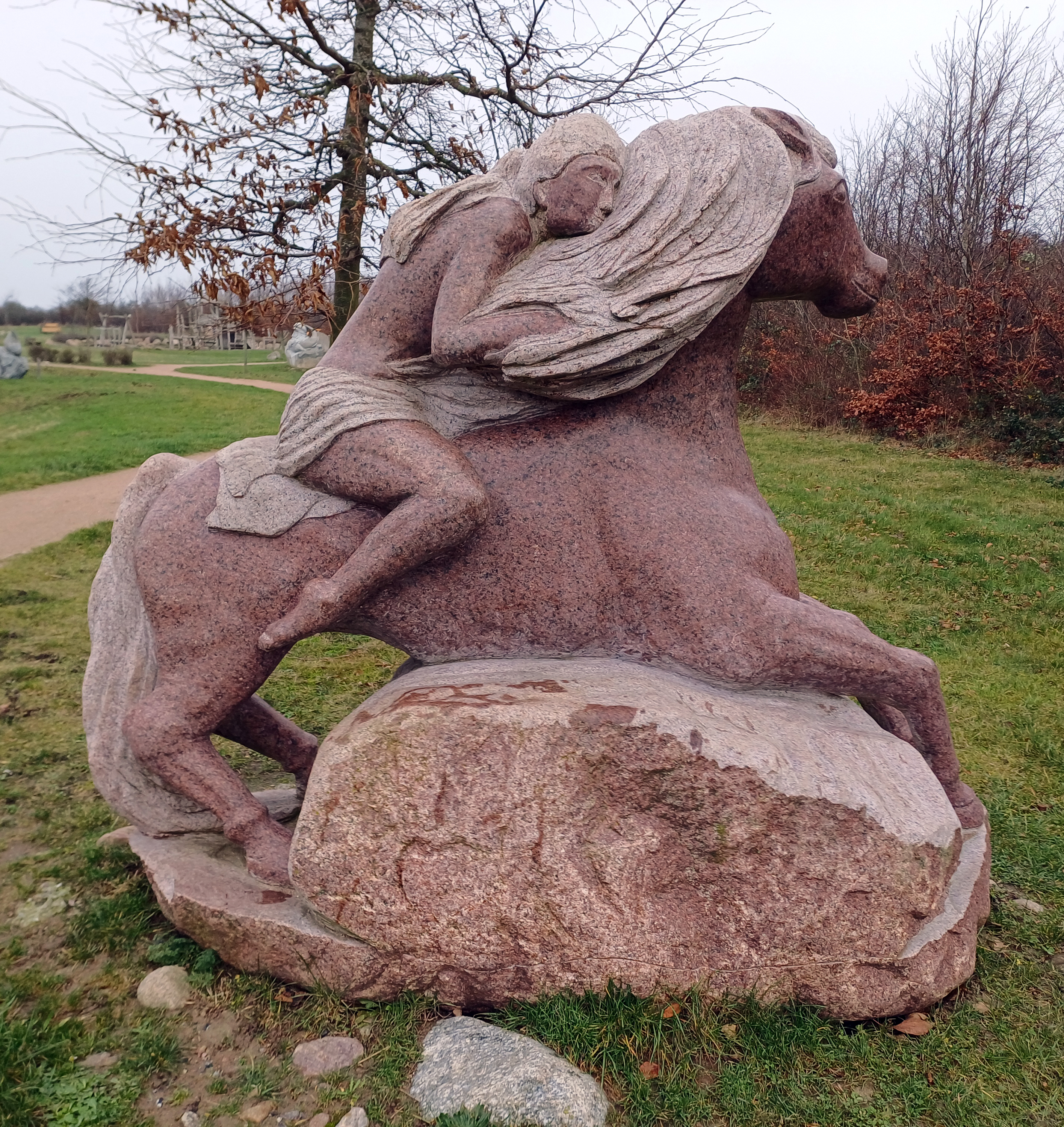
Reiterin, 2018, Glowe

## Ausstellungen (Auswahl)
- 2012 bis 2013 fand die Sonderausstellung MeerSehen im Meeresmuseum Stralsund statt, eine Gemeinschaftsausstellung mit Naturfotograf und Schriftsteller Rico Nestmann, in der zahlreiche Skulpturen und Objektskizzen von Mile Prerad ausgestellt wurden.[9]
- 2008 Ausstellung „Gedanken zum Kreuz“ mit Skulpturen in der St. Blasius-Kirche, Balve
- 2007 wurde in der Altenkirchener Kirche eine Kruzifix-Ausstellung von Mile Prerad gezeigt.
- 1990 Serbisches Nationalmuseum, Belgrad und Hannover
- 1989 Novi Sad
- 1988 Liverpool
- 1986 Menden und Mainz
- 1983 München
- 1978 Stadtmuseum Bergkamen / Städtische Galerie „sohle 1“: Gemeinschaftsausstellung Ismail Çoban und Mile Prerad
- 1974/75 Zagreb
- 1973 Menden[10]

## Werke im öffentlichen Raum (Auswahl)
- Kap života (Ein Tropfen Leben), 2024, Omarska, Bosnien und Herzegowina
- Seepferdchen, 2022, Granitskulptur, Promenade von Glowe, Rügen[11]
- Walfluke aus einem Findling von Rügen, 2021, am Ozeaneum Stralsund[12]
- Keiler, 2019, Granitskulptur, Ortsteil Spycker der Gemeinde Glowe, Rügen[13]
- Spatzen, 2018, Naherholungsgebiet Hexenteich, Menden[14]
- Wieker Kogge, 2018, Skulptur mit dem Wieker Wappen aus Bienenkorb, Wikinger-Schiff und Dreschflegel, Granit, Wiek[15]
- Seehase, 2016, Skulptur aus Rügener Granit, Hafen von Wiek, Rügen[16]
- Jonas-Fisch, 2015, Steinskulptur, Hafen von Glowe, Rügen
- Mutterliebe, 2015, Skulptur aus zwei unterschiedlich gefärbten Rügener Granitblöcken, Westfalenpark, Dortmund[17]
- Tür der Kapelle, 2015, Holzrelief, Niševići (Prijedor)
- Kogge auf der Ostsee aus einem Findling von Rügen, Skulpturenpark Glowe, Rügen, 2013
- Skulpturen von Seeadler, Seehundmutter, Oktopus, Schweinswalen und Muscheln, aus Rügener Findlingen, Skulpturenpark Glowe, Rügen[18]
- Seehundmutter mit Jungem und sich sonnender Seehund aus Findlingen von Rügen, 2011, vor und hinter dem Ozeaneum Stralsund, Rügen
- Abbild Ludwig Gotthard Kosegartens, 2008, Granitskulptur vor der Pfarrkirche Altenkirchen, Rügen
- Zwei in der Brandung spielende Robben, Skulptur aus einem Findling von Rügen, 2 m × 1 m × 1 m, 2008, Deutsches Meeresmuseum, Stralsund[19]
- Fischer mit Heringen und Delfinen, 2008, Holzskulptur, Hafen von Breege, Rügen
- St. Birgitta, 2007, Holzskulptur, Kapelle Glowe, Rügen[20]
- Marienfigur mit Christuskind, 2005, Vitter Kapelle, Vitt auf Rügen[21]
- Mutter aller Menschen, Holzskulptur, 2001, Wittelsbacher Park, Augsburg[22], anlässlich des Augsburger Friedensfestes. Das Werk stellt eine Mutter dar, die ihren Sohn beweint. In die Figur sind die Symbole aller Weltreligionen eingearbeitet.
- Menschen ohne Heimat, 1997, und weitere Holzskulpturen, Naherholungsgebiet Hexenteich, Menden[23]
- Gemeinsam Leben, 1994, Naherholungsgebiet Hexenteich, Menden
- Fundament des Lebens, 1987, Holzskulptur, Westfalenpark, Dortmund
- Friedensbaum, 1981, Skulptur aus einem ca. 350-jährigen Eichenstamm, Freizeitzentrum Biebertal, Lendringsen (Menden)
- Kruzifix, Pfarrkirche St. Blasius, Balve
- Adam und Eva, Holzskulptur, Skulpturengarten im Westfalenpark, Dortmund
- Friedensbaum, Holz, Banja Luka, Bosnien
- Frauenskulptur, Eichenholz, Greenfield Valley Museum, Greenfield, Flintshire[24]

## TV-Dokumentationen
- In Stein gemeißelt - Der Bildhauer. NDR, 20. September 2016, Länge: 00:03:28. In: Nordmagazin
- Kurzbericht über Mile Prerad. Televizija Republike Srpske, 12. April 2015
- Reportage über Mile Prerad und sein Werk. Televizija Republike Srpske, 17. Dezember 2013, Länge: 00:38:30
- Wie kannst du hier leben – Ausländische Mitbürger und ihre Kunst. BRD 1983, Peter Emmer, Länge: 00:43:13, Produktion: BR